# 시기쇼아라

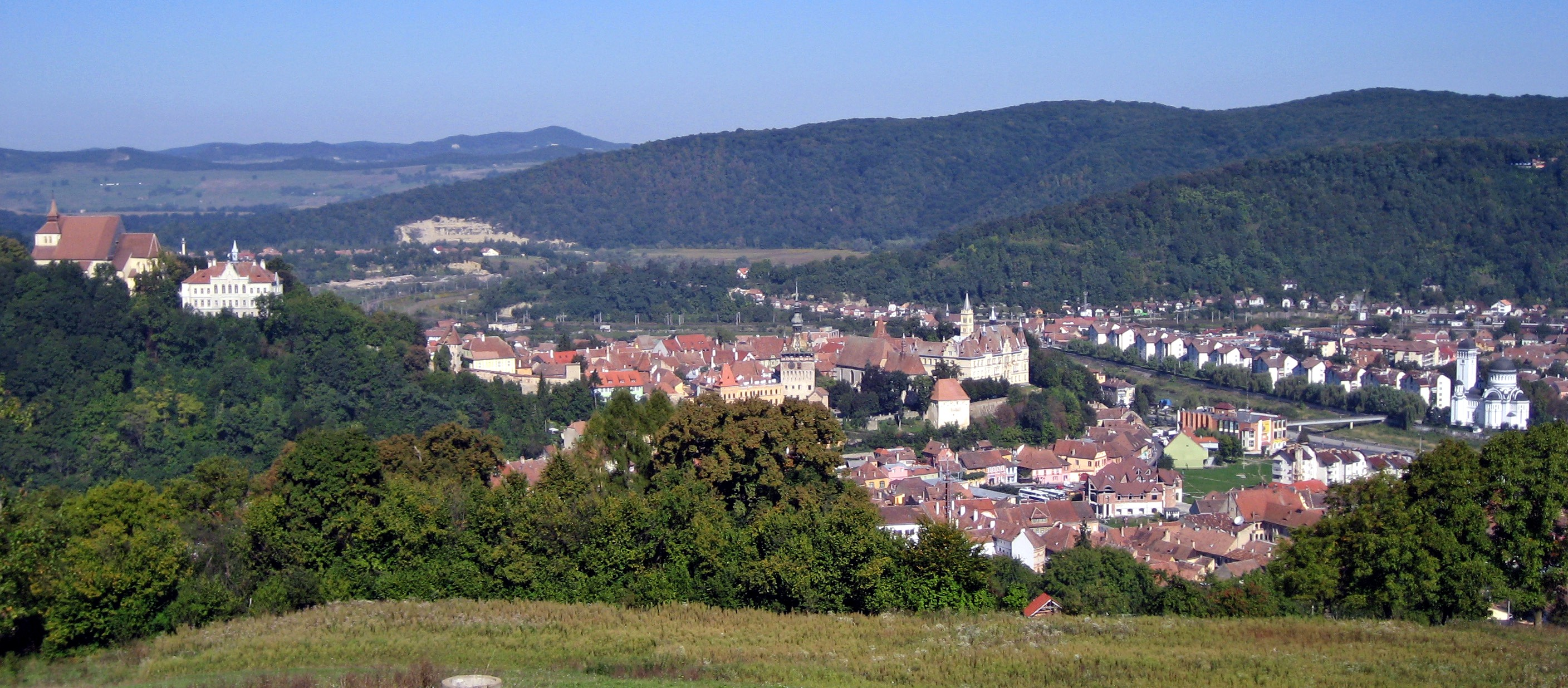
시기쇼아라

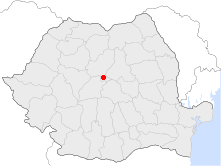
시기쇼아라의 위치

시기쇼아라(루마니아어: Sighişoara, 독일어: Schäßburg 셰스부르크[*], 헝가리어: Segesvár 세게슈바르[*], 라틴어: Castrum Sex)는 루마니아 트란실바니아 지방에 위치한 무레슈주의 도시로, 높이는 380m, 인구는 27,706명(2011년 기준)이다.
12세기 헝가리 왕국이 국경 방어 차원에서 초청한 트란실바니아 작센인 장인과 상인이 이주하면서 형성되었고 1337년 왕실 거처가 되면서 시로 승격되었다. 제1차 세계 대전 이후로 도시의 주권이 오스트리아-헝가리 제국에서 루마니아 왕국으로 넘어갔다.
1999년 유네스코가 지정한 세계유산으로 선정된 시기쇼아라 역사 지구가 있으며 블라드 체페슈가 태어난 곳으로 유명한 도시이다.

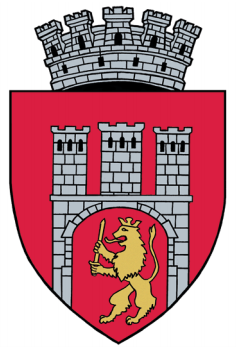
시 문장

## 인구
| 연도              | 인구   | ±%     |
| ----------------- | ------ | ------ |
| 1910              | 10,913 | —      |
| 1930              | 13,033 | +19.4% |
| 1948              | 18,284 | +40.3% |
| 1956              | 20,363 | +11.4% |
| 1966              | 25,109 | +23.3% |
| 1977              | 33,208 | +32.3% |
| 1992              | 36,170 | +8.9%  |
| 2002              | 32,287 | −10.7% |
| 2011              | 28,102 | −13.0% |
| 출처: Census data |        |        |

## 사진

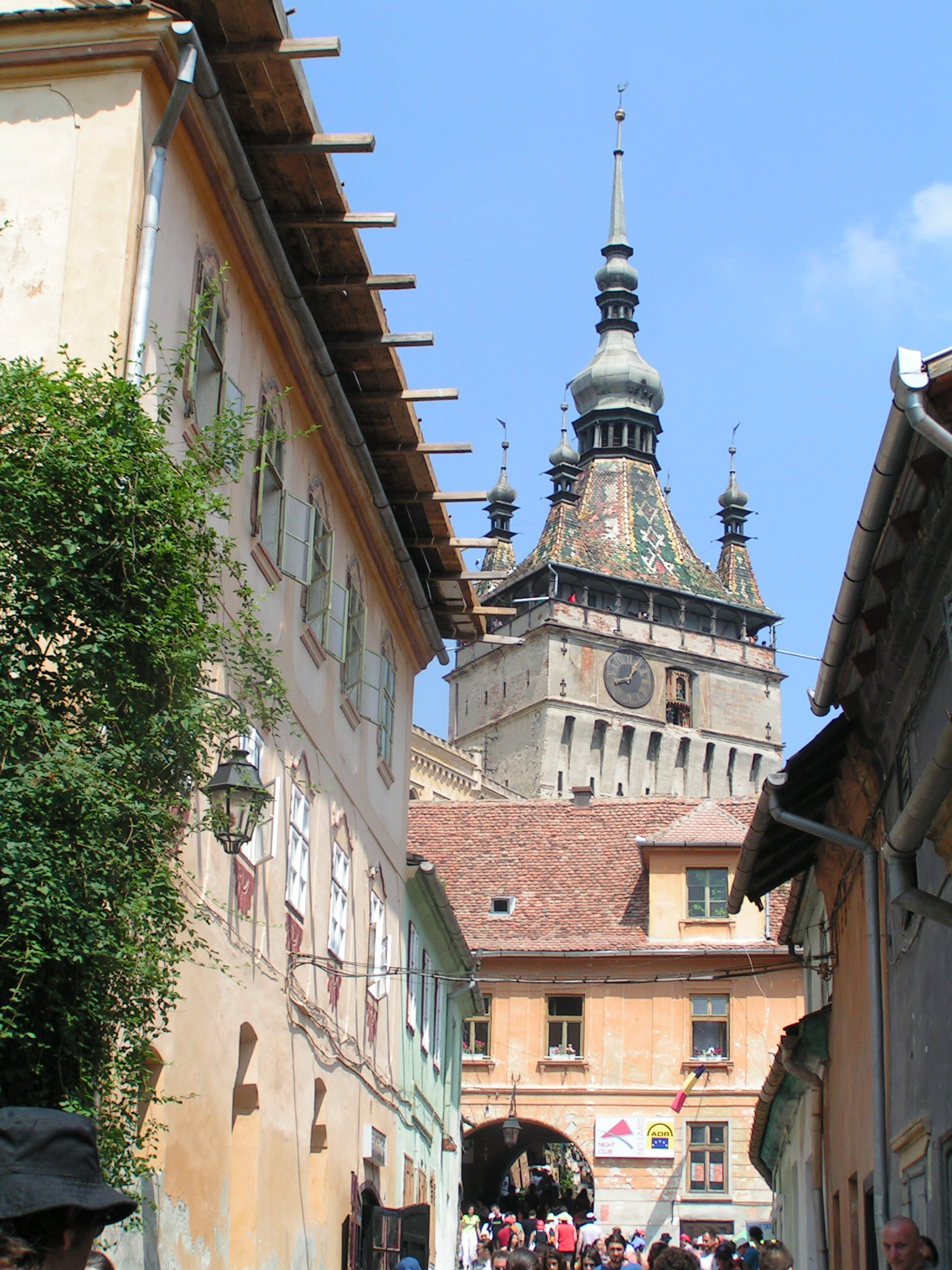
시기쇼아라의 거리

## 자매 도시
- 독일 딘켈슈뷜
- 헝가리 키슈쿤펠레지하저
- 스위스 바덴
- 프랑스 블루아
- 이탈리아 치타디카스텔로